# ألفونس باش
ألفونس باش (بالألمانية: Alfons Bach)‏ هو رسام ألماني، ولد في 1904، وتوفي في 1999 في بينساكولا في الولايات المتحدة.